# Шелл, Максимилиан
Максимилиа́н Шелл (нем. Maximilian Schell; 8 декабря 1930, Вена — 1 февраля 2014, Инсбрук) — австрийский актёр, продюсер и режиссёр. Обладатель премий «Оскар» и «Золотой глобус» за главную роль в фильме «Нюрнбергский процесс» (1961).

## Биография
Родился в семье швейцарского писателя Германа Фердинанда Шелла и венской актрисы Маргарете Ноэ фон Нордберг и приходится младшим братом Марии Шелл, Карлу Шеллу и Имми Шелл. После аншлюса Австрии в 1938 году семья Шеллов переехала в Швейцарию.
Максимилиан Шелл вырос в Цюрихе, что также сказалось на его творческом развитии. Во времена Второй мировой войны Цюрих взял на себя роль культурного центра немецкоязычной Европы. Максимилиан изучал германистику, историю искусства и литературы, музыковедение и театроведение в Цюрихе и Мюнхене. Он почти стал членом футбольной команды цюрихского клуба «Грассхоппер», признанным болельщиком которого он являлся. Однако в 1952 году Шелл перевёлся на актёрское отделение и спустя год, изучая в консерватории Берна (ныне Высшая школа искусств в Берне) актёрское мастерство, дебютировал в 1953 году в Базельском городском театре в качестве актёра, режиссёра и драматурга. В 1959 году после смены нескольких мест работы Шелл остановился на Камерном театре Мюнхена. В том же году Густаф Грюндгенс пригласил его в Гамбург, где Шелл служил в театре вплоть до смерти режиссёра в 1963 году.
В конце 1960-х годов Максимилиан Шелл работает в Лондоне, а также занимается переводами Шекспира. В 1978 году Шелл получил заглавную роль в пьесе «Имярек» Гофмансталя, которую он исполнял вслед за Курдом Юргенсом на Зальцбургском фестивале вплоть до 1982 года. Шелл также известен как режиссёр-постановщик опер. В 2007 году он удивил весь театральный мир своей успешной постановкой оперетты Иоганна Штрауса «Венская кровь» на открытой сцене в австрийском Мёрбише-ам-Зе.

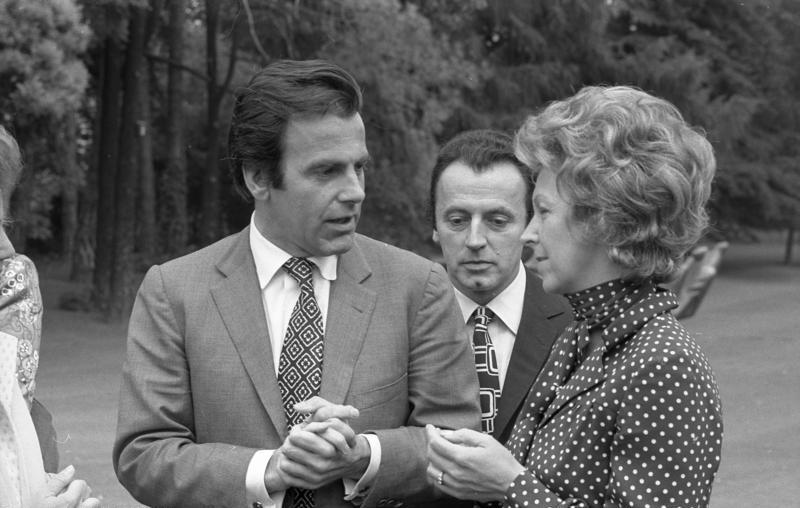
Максимилиан Шелл и Рут Брандт на встрече федерального канцлера Брандта с актёрами, июнь 1971

Славу и популярность Шеллу принесли кинематограф и телевидение. Свой первый фильм «Дети, мать и генерал» Максимилиан Шелл снял ещё в 1955 году. В 1958 году он был приглашён на съёмки в Голливуд и снимался в фильме «Молодые львы» вместе с Марлоном Брандо. Кинозвездой мирового масштаба Шелла сделала роль адвоката нацистских преступников в фильме Стэнли Крамера «Нюрнбергский процесс», за которую он удостоился в 1962 году премии «Оскар» за лучшую мужскую роль. За «Нюрнбергским процессом» последовал удачный для Шелла фильм «Топкапи» (1964).
В конце 1960-х годов Шелл обратился к продюсерской и режиссёрской деятельности. За его фильмом «Первая любовь», завоевавшем всеобщее признание, последовали: «Пешеход» (1974), «Судья и его палач» по одноимённой повести Фридриха Дюрренматта (1975), а также знаменитые документальные фильмы: «Марлен» (1984) о Марлен Дитрих, «Моя сестра Мария» (2002) о сестре Марии Шелл, которая на тот момент уже страдала от деменции.
Максимилиан Шелл считается одним из самых известных немецкоязычных актёров в мире. Помимо полученной в 1962 году премии «Оскар» Шелл имеет в своём послужном списке несколько номинаций за главную мужскую роль и роль второго плана, а также за лучший фильм на иностранном языке и лучший документальный фильм. В 2002 году за свой вклад в искусство Максимилиан и Мария Шелл получили премию «Бэмби».
Последний год жизни страдал от сильнейших болей в спине, передвигался в инвалидной коляске. Скончался 1 февраля 2014 года в Австрии после операции на позвоночнике, не выйдя из наркоза. Похоронен в местечке Прайтенег в Каринтии. 

### Частная жизнь
Частная жизнь Максимилиана Шелла не осталась в тени: средства массовой информации подробно освещали продолжавшийся три года роман Максимилиана Шелла с Сорайей Эсфандиари Бахтиари, бывшей супругой последнего шаха Ирана. 
В 1985 году Шелл женился на советской актрисе Наталье Андрейченко (моложе Шелла на 26 лет), с которой познакомился во время съёмок в СССР мини-сериала «Пётр Великий». Страдал наследственной формой шизофрении, о чем сообщил Наталье перед свадьбой. В 1989 году у них родилась дочь Настя. В 2005 году последовал официальный развод. 
Максимилиан Шелл состоял в отношениях с венской галеристкой Элизабет Михич, которая моложе его на 47 лет.
С 2008 года жил в фактическом браке с оперной певицей немецко-хорватского происхождения Ивой Миханович, а 20 августа 2013 года они заключили официальный брак.
Помимо театра, кино и телевидения Максимилиан Шелл писал и занимался живописью. Он проживал попеременно в Лос-Анджелесе и родительском доме в горах Каринтии.
Максимилиан Шелл являлся крёстным отцом актрисы Анджелины Джоли.

## Фильмография

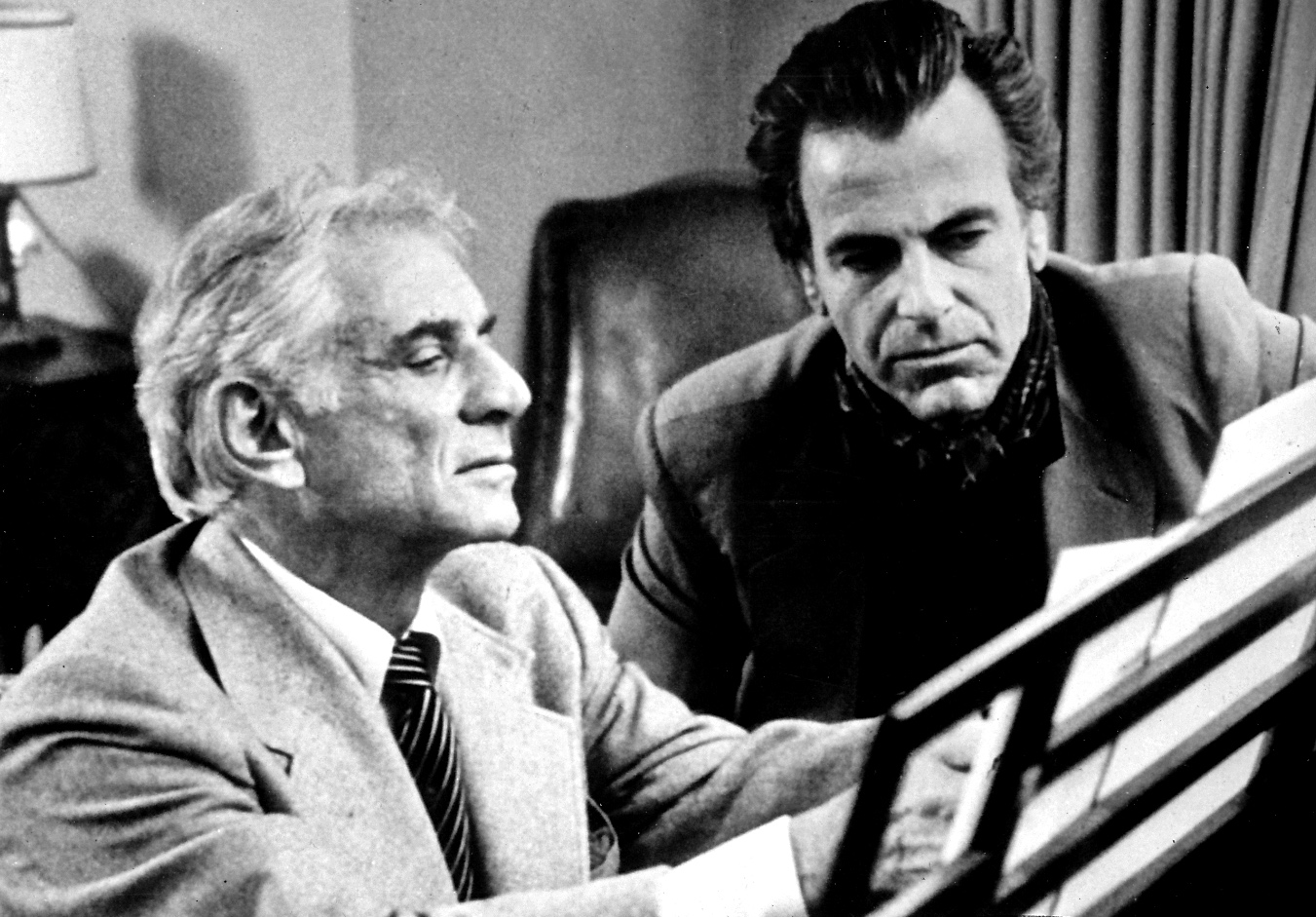
Композитор Леонард Бернстайн (слева) и Максимилиан Шелл на съёмках телесериала «Бетховен», 1983 год

- 2008 — Братья Блум / The Brothers Bloom — Бриллиантовый Пёс
- 2006 — Собиратели ракушек / The Shell Seekers (ТВ) — Лоуренс Стерн
- 2003 — Памятное путешествие / Coast to Coast (ТВ) — Казимир
- 2001 — Фестиваль в Каннах / Festival in Cannes — Виктор Ковнер
- 2001 — Песня жаворонка / The Song of the Lark (ТВ) — Вунш
- 2000 — Я люблю тебя, крошка / I Love You, Baby — Уолтер Экланд
- 1999 — Жанна д’Арк / Joan of Arc (ТВ) — брат Жан
- 1999 — Кто любит, у того вырастают крылья / Wer liebt, dem wachsen Flügel… — Хохберг
- 1998 — Столкновение с бездной / Deep Impact — Джейсон Лернер
- 1998 — Вампиры / Vampires — кардинал Альба
- 1998 — Оставленный багаж / Left Luggage — отец Хаи
- 1998 — Восемнадцатый ангел / The Eighteenth Angel — отец Симеон
- 1997 — Каково врать в Америке / Telling Lies in America — доктор Иштван Йонас
- 1996 — Войны вампиров / The Vampyre Wars — Родан
- 1996 — Поющие в терновнике: Пропавшие годы / Thorn Birds: The The Missing Years — кардинал Витторио
- 1994 — Маленькая Одесса / Little Odessa — Аркадий Шапира
- 1994 — Авраам: Хранитель веры / Abraham (ТВ) — фараон
- 1993 — Правосудие / Justiz — доктор Исаак Колер
- 1993 — Свечи во тьме — полковник КГБ Александр Аркуш
- 1993 — В плену песков / A Far Off Place — полковник Мопани Терон
- 1992 — Сталин / Stalin (ТВ) — Владимир Ленин
- 1992 — Мисс Роуз Уайт / Miss Rose White (ТВ) — Мордехай Уэйсс
- 1991 — Молодая Екатерина / Young Catherine (ТВ) — Фридрих Великий
- 1990 — Новичок / The Freshman — Ларри Лондон
- 1989 — Розовый сад / The Rosegarden — Аарон
- 1987—1990 — Умник (телесериал) / Wiseguy — Амадо Гусман
- 1987—2008 — Биография / Biography — Hans Rolfe
- 1986 — Петр Великий / Peter the Great (мини-сериал) — Пётр Великий
- 1984 — Человек под подозрением/ Morgen in Alabama — адвокат Ландау
- 1984 — Марлен / Marlene (документальный фильм)
- 1983 — Призрак оперы / The Phantom of the Opera (ТВ) — Шандор Корвин / Призрак Оперы
- 1981 — Избранные / The Chosen — профессор Дэвид Мальтер
- 1979 — Чёрная дыра / The Black Hole — доктор Ганс Рейнхард
- 1979 — Экспресс-лавина / Avalanche Express — Николай Бунин, полковник КГБ
- 1979 — Игроки / Players — Марко
- 1977 — Джулия / Julia — Иоганн
- 1977 — Мост слишком далеко / A Bridge Too Far — Вильгельм Биттрих
- 1977 — Железный крест / Cross of Iron — капитан Странский
- 1976 — Сент Айвз / St. Ives — доктор Джон Констейбл
- 1975 — Судья и его палач / Der Richter und sein Henker — (режиссёр)
- 1975 — Человек в стеклянной будке / The Man in the Glass Booth — Артур Голдман / Адольф Дорфф
- 1975 — Покушение в Сараево / Sarajevský atentát — Дьюро Шарац
- 1974 — Досье ОДЕССА/ The Odessa file — Эдуард Рошманн
- 1973 — Пешеход / Der Fußgänger — Андреас Гизе
- 1970 — Первая любовь / Erste Liebe — Отец
- 1969 — Симон Боливар / Simón Bolívar — Симон Боливар
- 1969 — Гибель на вулкане Кракатау / Krakatoa, East of Java — капитан Крис Хэнсон
- 1966 — Дело самоубийцы / The Deadly Affair — Дитер Фрей
- 1964 — Топкапи / Topkapi — Уолтер Харпер
- 1962 — Затворники Альтоны / I Sequestrati di Altona — Франц
- 1961 — Нюрнбергский процесс / Judgment at Nuremberg — Ганс Рольф
- 1960 — Три мушкетера — д’Артаньян
- 1960 — Гамлет, принц Датский / Hamlet, Prinz von Dänemark — Гамлет
- 1958 — Молодые львы / Young Lions, The — капитан Харденберг
- 1957 — И последние станут первыми / Die Letzten werden die Ersten sein — Лоренц Даррандт
- 1959 — Театр 90 / Playhouse 90 (сериал) — «Дитя нашего времени» (97 серия) — Гюнтер
- 1956 — Девушка из Фландрии / Ein Mädchen aus Flandern — лейтенант Александр «Алекс» Халлер
- 1955 — Дети, матери и генерал / Kinder, Mütter und ein General — дезертир
- 1955 — 20 июля / Der 20. Juli — член кружка